# Neberdjàievskaia
Neberdjàievskaia - Неберджаевская (rus) - és una stanitsa del krai de Krasnodar, a Rússia. Es troba als vessants septentrionals del Caucas occidental, en una zona boscosa a la capçalera del riu Neberdjai, afluent del riu Adagum, a 12 km al sud de Krimsk i a 92 km a l'oest de Krasnodar, la capital.
Pertany al municipi de Nijnebakànskaia.